# Pseudopoda megalopora
Pseudopoda megalopora là một loài nhện trong họ Sparassidae.
Loài này thuộc chi Pseudopoda. Pseudopoda megalopora được Peter Jäger miêu tả năm 2001.